# Румо
Румо (итал. Rumo) — коммуна в Италии, расположена в автономной области Трентино-Альто-Адидже, подчиняется административному центру Тренто.
Население коммуны, на 01.01.2024 года, составляет 786 человек, плотность населения — 25,41 чел./км². Коммуна занимает площадь 30,94 км². 
Почтовый индекс — 38020. Телефонный код — 0463.
В коммуне 25 января особо празднуют обращение святого апостола Павла.

## Демография
Название жителей коммуны — румери или румени.
Динамика населения:

## Администрация коммуны
- Официальный сайт: https://web.archive.org/web/20141217005919/http://comunerumo.it/